# Lübecker Straße (Schwerin)

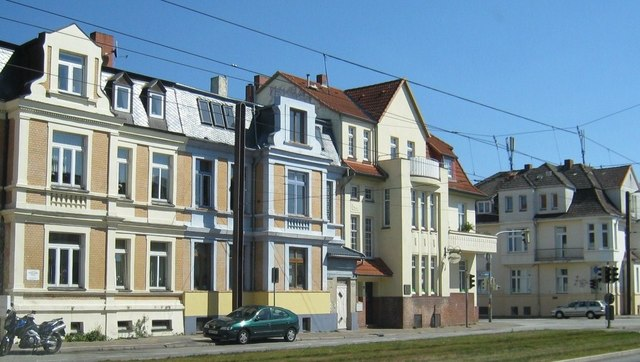
Nr. 115–123

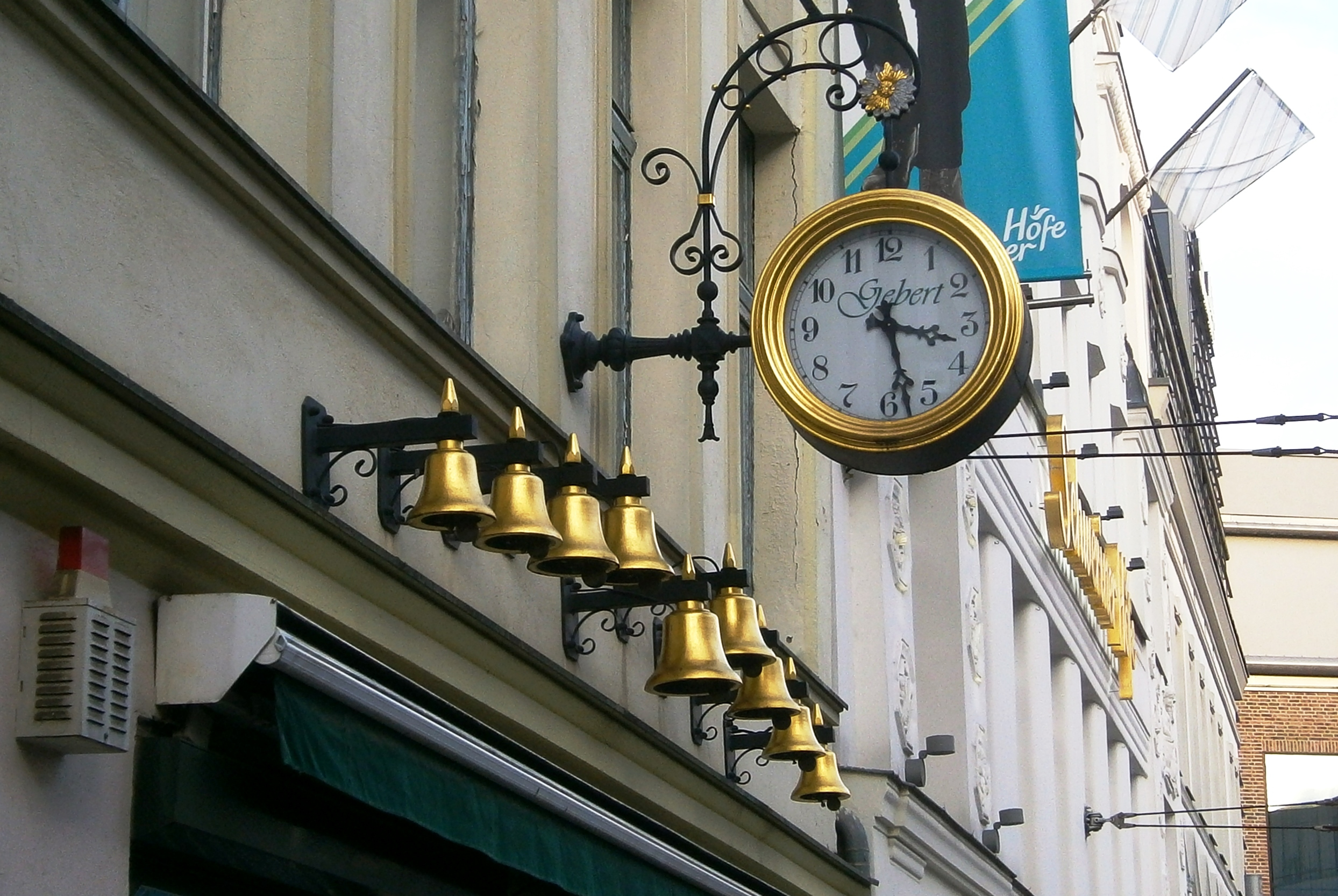
Nr. 3: Glockenspiel

Die Lübecker Straße ist eine 3100 Meter lange Straße in Schwerin, Stadtteile Paulsstadt, Weststadt und Lankow. Sie führt in Süd-Nord-Richtung von der Wismarschen Straße und dem Marienplatz im Zentrum bis zur Grevesmühlener Straße / Gadebuscher Straße im Stadtteil Lankow sowie nach Grevesmühlen und Lübeck im Nordwesten bzw. Gadebusch im Westen.

## Nebenstraßen
Die Neben- und Anschlussstraßen wurden benannt als Wismarsche Straße nach der Hansestadt Wismar, Marienplatz nach der Herzogin Marie zu Mecklenburg-Schwerin, Wittenburger Straße nach der nahen Stadt Wittenburg, Arsenalstraße nach dem früheren Waffenlager Arsenal am Pfaffenteich, Steinstraße, Severinstraße nach dem Ort, Platz der Freiheit nach 1945 und der Befreiung von der Nazidiktatur, Zum Bahnhof, Dr.-Külz-Straße nach dem Politiker (DDP, LDP) und Reichsinnenminister Wilhelm Külz (1875–1948), Obotritenring nach dem elbslawischen Stammesverband der Obodriten als frühe Bewohner von Mecklenburg, Johannes-R.-Becher-Straße nach dem Dichter, DDR-Kulturminister (SED) und Texter der Nationalhymne der DDR (1891–1958), Robert-Beltz-Straße nach dem Schweriner Prähistoriker (1854–1942), Mühlentwiete (= kleine Gasse), Wossidlostraße nach dem Pastor und Schriftsteller Albert Theodor Wossidlo (1794–1859), unbenannter Weg, Friesenstraße, Gosewinkler Weg nach niederdeutsch Goose (= Gänse), Büdnerstraße nach den Besitzern eines kleinen ländlichen Anwesens, Hubertusstraße, Ziegeleiweg, Gadebuscher Straße und Grevesmühlener Straße nach den Städten, zu denen die Straßen führen.

## Geschichte

### Name
Die Straße wurde benannt nach der 1143 gegründeten Hansestadt Lübeck mit heute rund 220.000 Einwohnern. Sie gilt als „Mutter der Hanse“.
Sie war schon immer eine der längsten Straßen Schwerins. Jahrhundertelang rollten über sie die Postkutschen zum wichtigsten Hafen und Handelsort Lübeck. Vor 1785 trug sie den Namen Lübsche Straße, danach wechselten die Namen auch für Teilbereiche häufig „Friedrich-Franz Straße“ und „Gadebuscher“.
In der DDR-Zeit hieß sie zeitweise Ernst-Thälmann-Straße nach dem Vorsitzenden der Kommunistischen Partei Deutschlands (KPD) (1886–1944, ermordet).

### Entwicklung

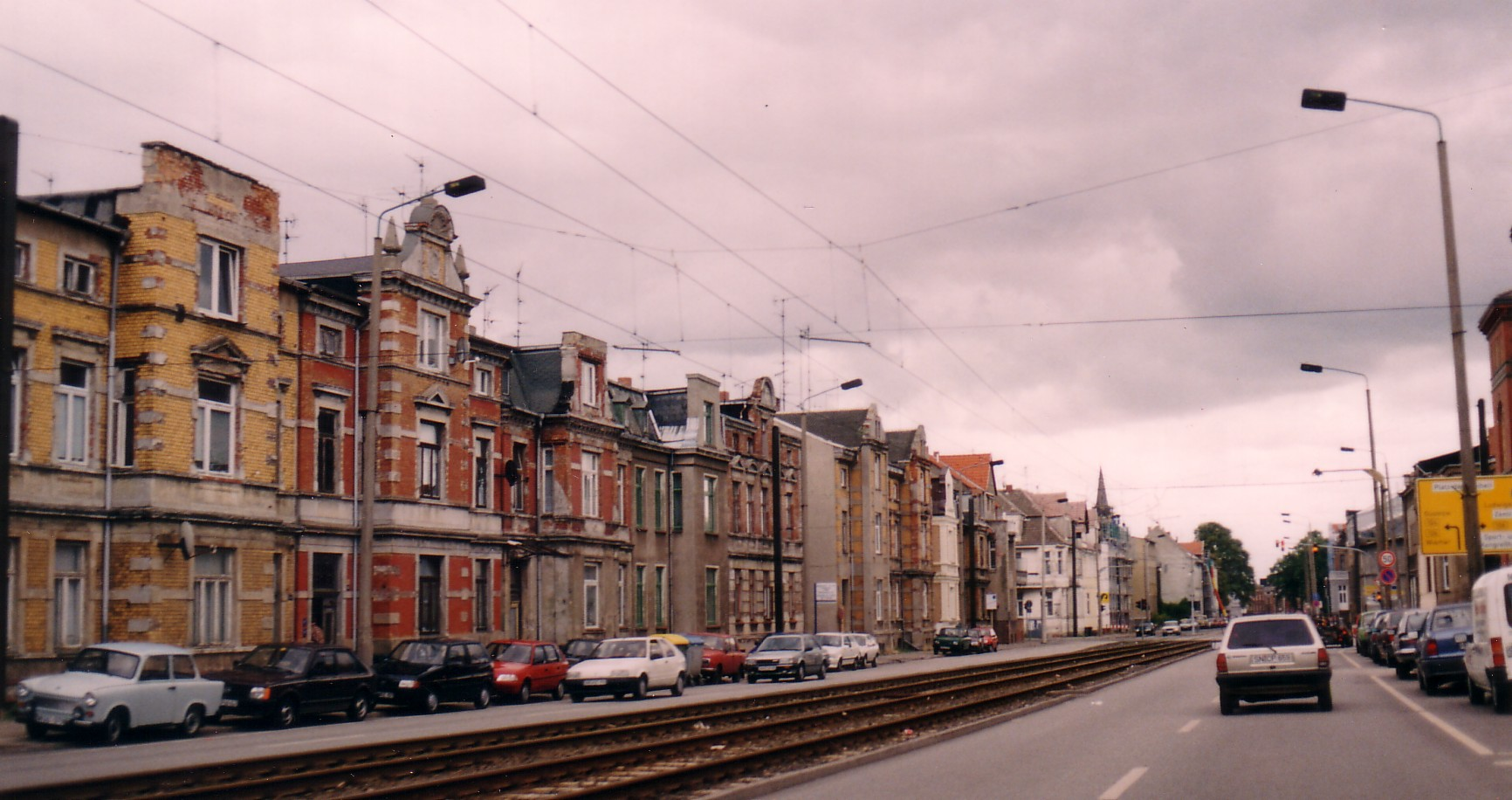
1994: Nr. 139–121 noch unsaniert

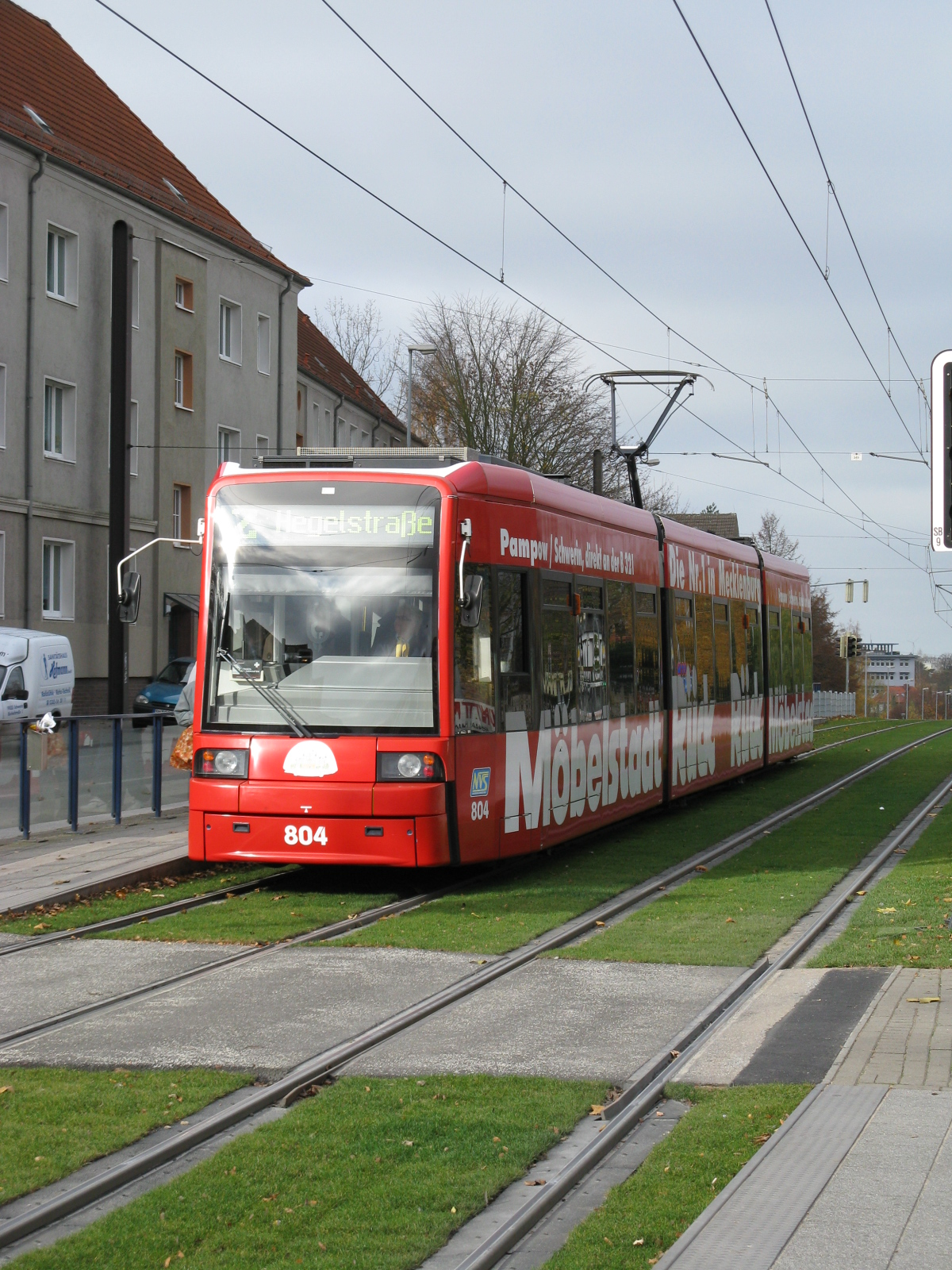
2007: Neue Bahn in begrüntem Gleisbett

Die Lübecker Straße führte zunächst vom Marienplatz bis zum früheren Lübschen Thor (heute Platz der Freiheit). Eine Wegeverbindung bestand bis nach Lankow und zu den benachbarten Städten sowie nach Lübeck. Nachdem 1837 Großherzog Paul Friedrich den herzoglichen Hof von Ludwigslust nach Schwerin verlegt hatte, erweiterte sich die Stadt in westlicher und nördlicher Richtung. Lankow wurde 1928 nach Schwerin eingemeindet. Danach fuhr die Straßenbahn vom Alten Garten über die Lübecker Straße zur Einmündung des Neumühler Weges. Diese Linie wurde 1936 wegen Unrentabilität aufgegeben. In den 1930er Jahren fand der breite Ausbau der Lübecker Straße statt, der noch teilweise bis 1968 beidseitig eine Lindenbaumallee vom Platz der Freiheit bis zum Ende nach Lankow zuließ.
Die Weststadt war von 1955 bis in die 1970er Jahre das erste größere Neubaugebiet Schwerins. Ab 1961 fand der Bau des Wohnkomplexes Lankow statt.
Verkehrlich wird die Straße durch die Straßenbahnlinie 2 und die Buslinie 14 der Nahverkehr Schwerin GmbH (NVS) erschlossen sowie durch die Buslinien 10, 11 und 12 am Platz der Freiheit tangiert. Die Linie 2 der Straßenbahn Schwerin wird seit 1969 nach Lankow geführt. Im Bereich Marienplatz bis Platz der Freiheit wird die Bahn durch die Wismarsche Straße, dann eingleisig durch die Franz-Mehring-Straße sowie durch die Wittenburger Straße geführt. Vom Obotritenring bis zur Friesenstraße ist das Gleisbett durchgehend um nach 2000 begrünt worden.

## Gebäude, Anlagen (Auswahl)

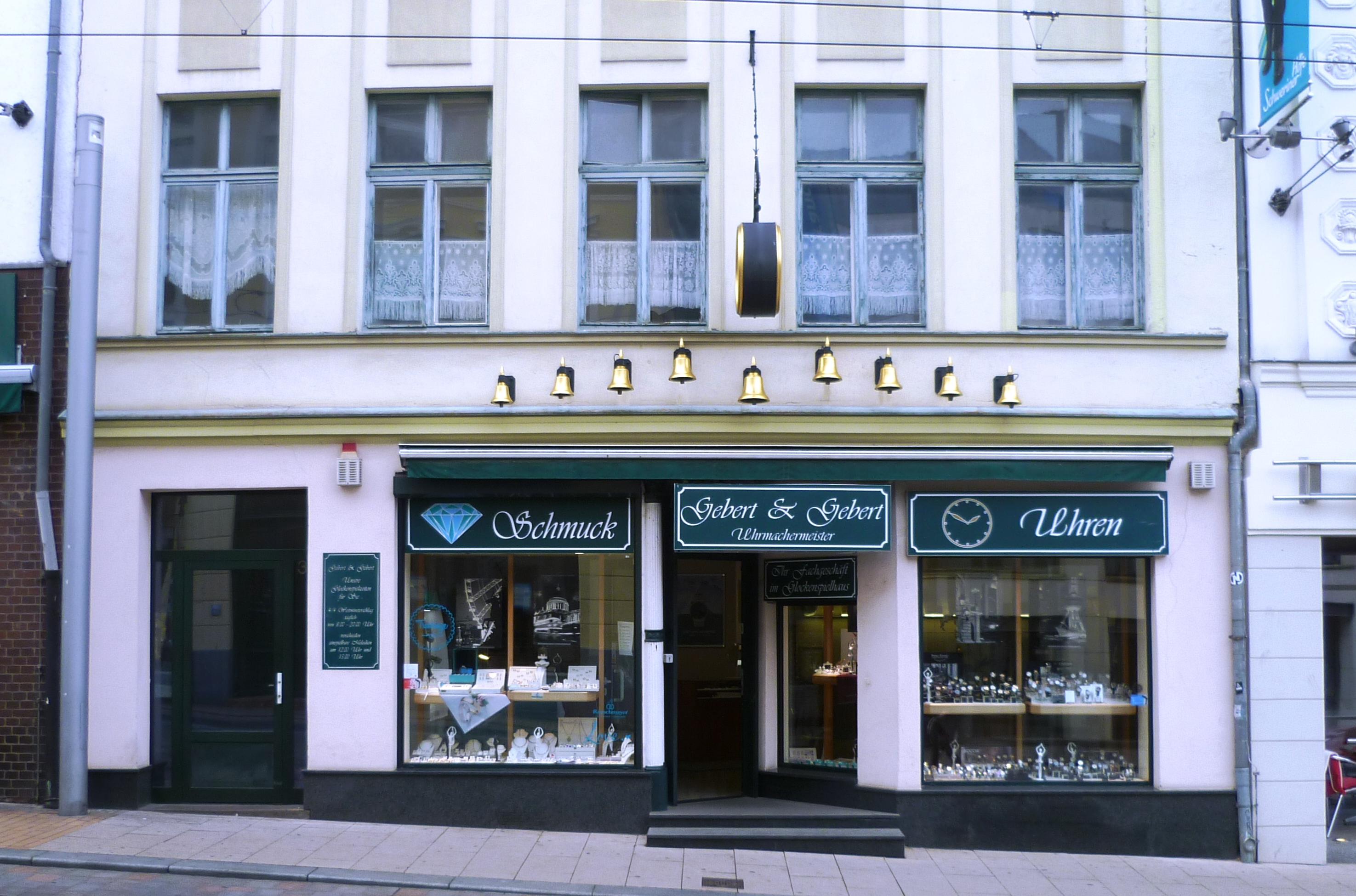
Nr. 3

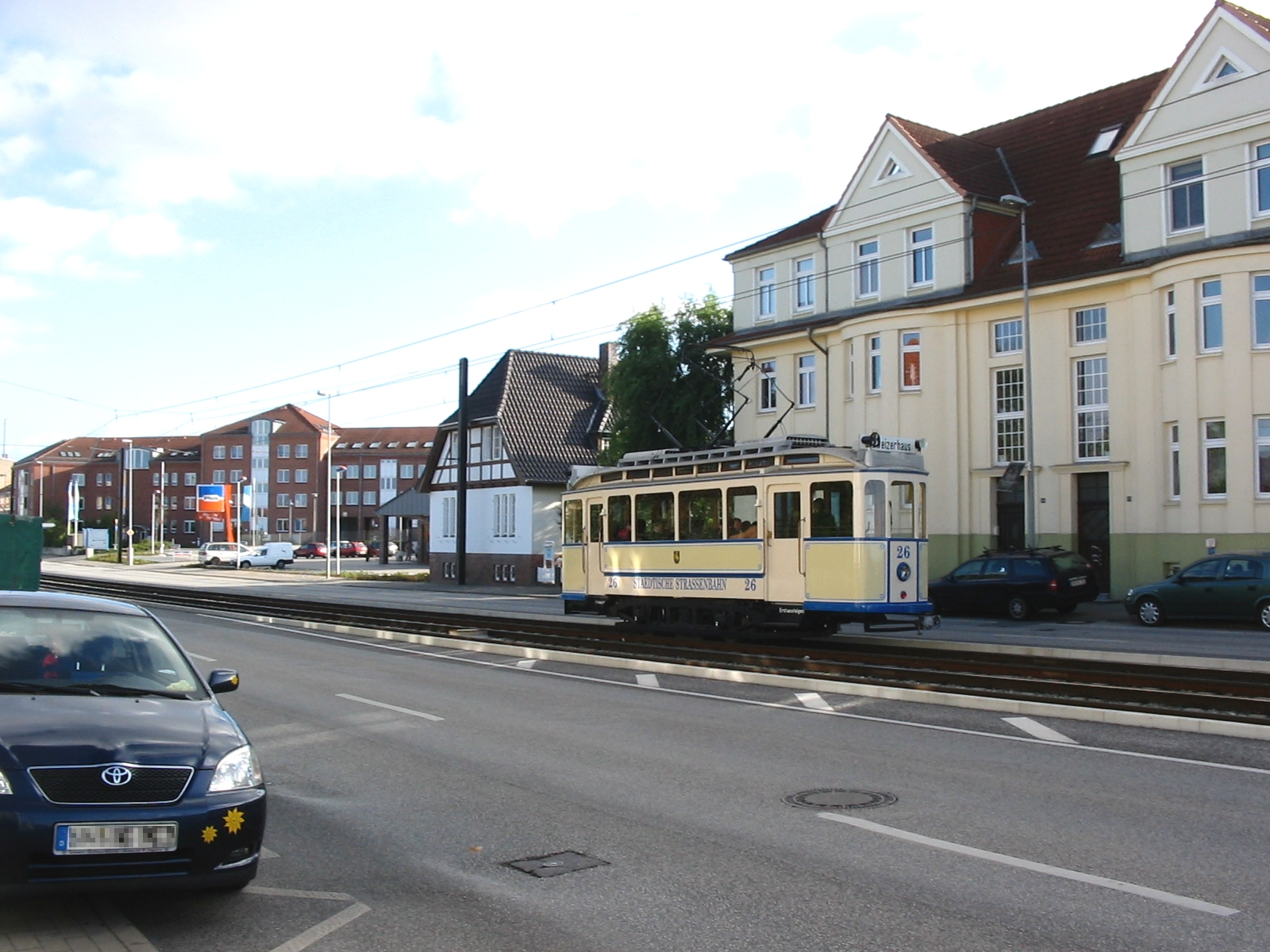
2007: Traditionsbahn bei Nr. 232–236

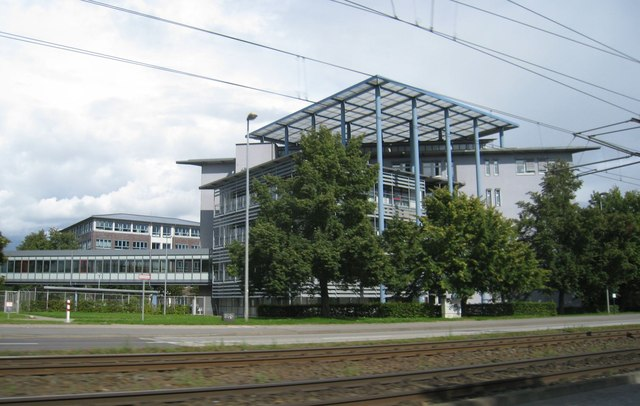
Nr. 283: Datenverarbeitungszentrum (DVZ)

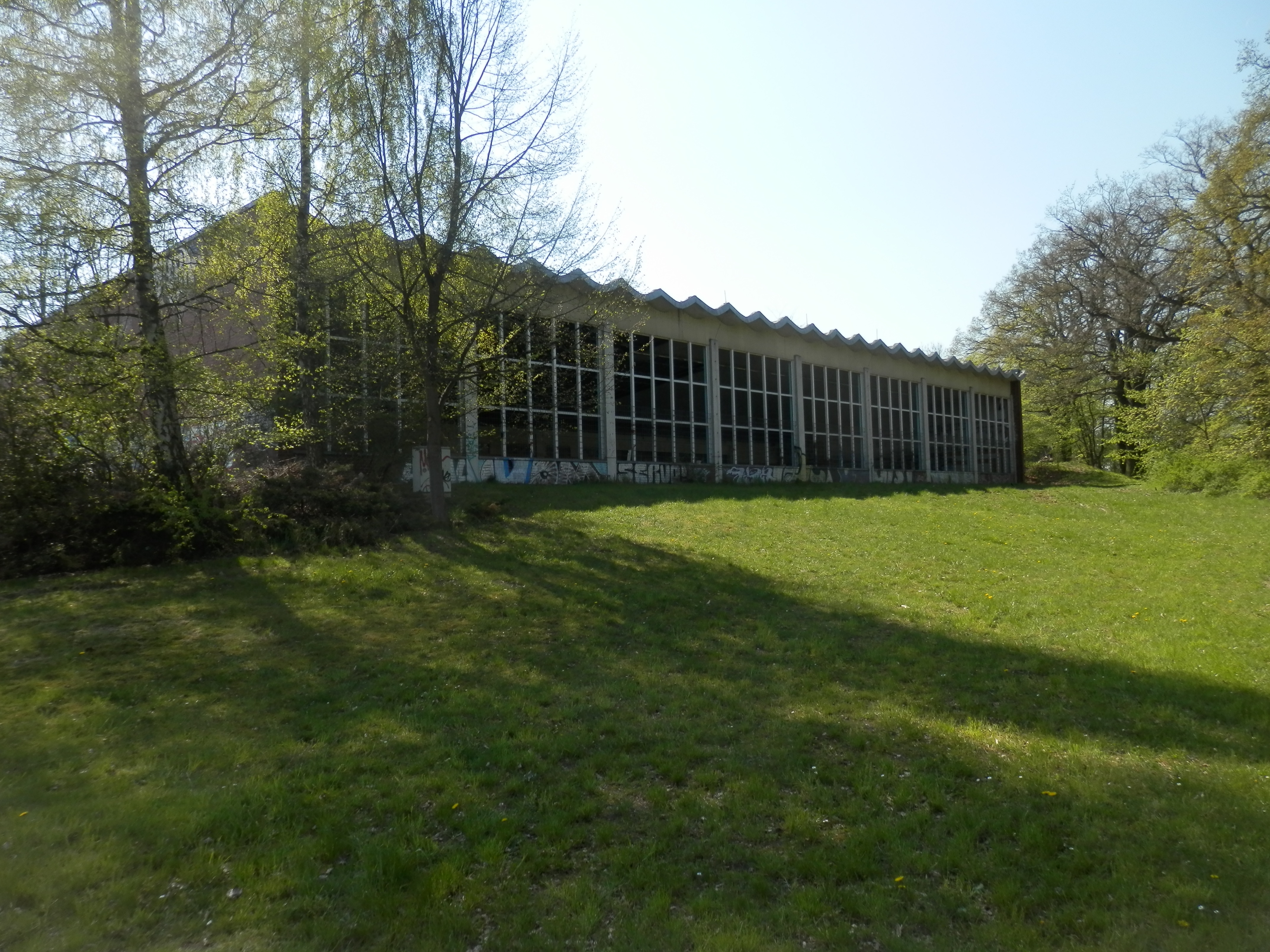
Volksschwimmhalle

An der Straße stehen zumeist zwei- bis viergeschossige Gebäude. Die mit (D) gekennzeichneten Häuser stehen unter Denkmalschutz.
- Marienplatz Nr. 1/2: 4-gesch. Wohn- und Geschäftshaus (D) mit den Schweriner Höfen; Fassade von Nr. 1 von um 1900, Ladenpassage von um 1998
- Marienplatz Nr. 3/5: Schlosspark-Center Schwerin der ECE von 1998 mit über 110 Läden und 18 Gastronomien auf 20.000 m² Verkaufsfläche
- Nr. 3: 4-gesch. Wohn- und Geschäftshaus, mit Glockenspiel
- Nr. 13: 3-gesch. Wohn- und Geschäftshaus
- Nr. 15: 2-gesch. Schulbau (D) mit Beruflicher Schule Wirtschaft und Verwaltung, Nebenstelle
- Nr. 16: 3-gesch. Eck-, Wohn- und Geschäftshaus mit Mezzaningeschoss im Stil der Gründerzeit
- Nr. 20: 3-gesch. Wohn- und Geschäftshaus
- Nr. 22: 4-gesch. historisierendes Wohnhaus
- Nr. 24: 4-gesch. neoklassizistisches Wohnhaus (D)
- Nr. 29: 3-gesch. Wohn- und Geschäftshaus mit markanter gestreifter Fassade und Eck-Erker
- Nr. 36: 3-gesch. historisierendes Wohnhaus (D) mit markantem Erker
- Nr. 42: 3-gesch. Wohnhaus mit Fachwerk (D), mit Gaststätte
- Unterführung der Bahngleise der Bahnstrecke Schwerin – Hamburg bzw. Berlin
- Nr. 46: Turnhalle des Turnvereins von 1905 (D)
  - 2- bis 3-gesch. Verwaltungsgebäude mit dem Verein für Leibesübungen Schwerin 1990
  - Kriegerdenkmal von 1920 an der Turnhalle (D); Gedenken an die im Ersten Weltkrieg gefallenen Mitglieder des Männer-Turnvereins (MTV)
- Nr. 47 und 49: 4-gesch. Wohn- und Geschäftshäuser im Stil der Gründerzeit
- Nr. 52: 4-gesch. neoklassizistisches Wohn- und Geschäftshaus
- Severinstraße 28: 3-gesch. Wohn- und Geschäftshaus mit der Aktion Stadt und Kulturschutz
- Nr. 66: 3- bis 4-gesch. Wohn- und Geschäftshaus von 1912 (D) mit Ecktürmchen, nach Plänen von Willy Taebel
- Nr. 68: 3-gesch. Wohn- und Geschäftshaus mit prägendem Ecktürmchen
- Nr. 70: 3-gesch. Wohnhaus
- Nr. 76: 4-gesch. Wohnhaus
- Nr. 80 bis 98: 3-gesch. Wohnhäuser
- Nr. 92: 3-gesch. Wohn- und Geschäftshaus (D)
- Nr. 83 und 87: Drei 2-gesch. Wohnhäuser mit 3-gesch. Giebelrisaliten
- Nr. 91: 3-gesch. Wohnhaus
- Platz der Freiheit mit Haltestelle für Bahn und Bus, NVS Servicestelle, Apotheke und Wochenmarkt, um 2010 saniert
- Nr. 108a: 3-gesch. Gebäude mit der Sparkasse Mecklenburg-Schwerin – Zweigstelle Platz der Freiheit
- Nr. 110 bis 132: Zumeist 2- und auch 3-gesch. differenzierte, sanierte Wohnhäuser mit oft historisierenden Fassaden
- Nr. 121 bis 181: 2- und 3-gesch. differenzierte, sanierte Wohnhäuser mit oft historisierenden Giebelrisaliten
- Nr. 134 bis 140: 3-gesch. differenzierte, sanierte Wohnhäuser mit historisierenden Fassaden
- Nr. 142: 3-gesch. verklinkertes Verwaltungsgebäude von 1893 (D) nach Plänen von Georg Daniel; 1928 aufgestockt und erweitert, 2013 saniert und umgebaut für die Invaliditäts- und Alters-Versicherungsanstalt Mecklenburg zu Schwerin nach Plänen von Brenncke-Architekten[2]
- Nr. 187 und 189: Zwei 3-gesch. gut sanierte Wohnhäuser mit breiten Giebelrisaliten
- Nr. 191: 3-gesch. Wohnhaus (D) mit Giebelrisalit
- Nr. 193: 3-gesch. Wohnhaus (D) mit Giebelrisalit
- Nr. 201 bis 205: Drei 2-gesch. Wohnhäuser mit markanten Giebelrisaliten
- Nr. 208: Berufsfeuerwehr Schwerin und Freiwillige Feuerwehr Schwerin Mitte
  - Hier befand sich bis zum Ende des Zweiten Weltkriegs eine Schrotmühle (auch Hammermühle genannt), die im Besitz des Familienunternehmens Janssen-Mühlen war
- Nr. 225: 1-gesch. Einkaufsmarkt
- Gosewinkler Weg: Friesensportplatz
- Nr. 230: 1-gsch. Einkaufszentrum
- Nr. 234 bis 248: 2-gesch. Reihenwohnhäuser der 1920er/30er Jahre
- Zwischen Friesenstraße und Lankower See Kleingartengebiete
- Nr. 266: Volksschwimmhalle Lankow von 1976 mit den hyperbolischen Paraboloidschalen (HP-Schalen) als Dach (D); 2012 bis 2017 außer Betrieb, nach Privatisierung und Sanierung nach Plänen des Architekturbüros Schelfbauhütte Nutzung durch Physiotherapiepraxis und weitere Praxen, mit kleinem Schwimmbecken sowie 16 Wohnungen[3]
- 54 ha großer Lankower See mit 5 bis 7,7 m Tiefe
- Nr. 270: 2-gesch. Gebäude (D) mit Restaurant Lindengarten
- Nr. 276: ehemaliges Jugendhaus
- Nr. 278: 1-gesch. Wohnhaus (D) mit 2-gesch. rundem Türmchen, dahinter 2-gesch. Neubau mit Praxis
- Nr. 283: 4-gesch. differenzierter Neubau mit Datenverarbeitungszentrum Mecklenburg-Vorpommern (DVZ)
- Nr. 287: 6-gesch. Neubau für Statistisches Amt Mecklenburg-Vorpommern als Abteilung im Landesamt für innere Verwaltung
- Nr. 289: 6-gesch. Gebäude: Landesamt für innere Verwaltung